# 欧宗河
欧宗河（法語：Auzon，法語發音：[ozɔ̃]）是法国大東部大區奥布省的河流，是奥布河的左支流，长39.5千米。